# Kellis
Kellis est un site archéologique situé à près de 2,5 kilomètres à l'est-sud-est de l'actuel Ismant, dans l'oasis d'Ad-Dakhla, et à environ onze kilomètres au nord-est du village de Mut el-Kharab, qui est le chef-lieu de l'oasis,. Il s'agit des ruines d'un village de la Haute-Égypte datant des périodes hellénistique, romaine et byzantine. Connu aujourd'hui sous le nom d'Ismant el-Kharab (ruines d'Ismanta),  Kellis appartenait, dans l'Égypte antique,  au nome mothite.

## Structures
Le village s'étendait sur un peu plus d'un kilomètre de long sur 650 mètres de large. Les bâtiments étaient construits presque entièrement en brique crue sur une terrasse basse, bordée d'oueds au sud-est et au nord-ouest et entourée de champs.
L'activité économique se concentrait sur le tissage, la poterie artisanale et la forge. Plusieurs sites d'intérêt de Kellis attiraient la population, notamment le temple de Toutou et trois églises ; la « Petite Église de l'Est » (la plus ancienne église connue en Égypte). Le site a été occupé dès la fin de la période ptolémaïque, a été abandonné quelque temps après l'an 392 et est resté inoccupé depuis lors, à l'exception d'une période dans les années 1940, où des Bédouins y ont campé,.
Le temple dédié à Toutou permet de donner une indication chronologique puisque la première mention faite à ce dieu remonte à la XXVIe dynastie, à Saïs, soit 700 ans avant notre ère. La popularité de Toutou s'est répandue au cours de l'ère ptolémaïque, souvent associé aux déesses Neith ou Bastet. On notera qu'il est l'unique exemple de temple dédié à ce dieu qui nous soit parvenu à ce jour et c'est de lui dont proviennent la plupart des images et informations dont on dispose aujourd'hui concernant cette divinité. Le temple a été développé au cours du Ier siècle de notre ère, comme en témoigne une inscription dédicace à l'empereur Néron, ainsi que la découverte de papyri en démotique d'une période similaire.
Plusieurs autres bâtiments ont été découverts, dont un particulièrement large, comportant plus de 200 salles.
Abandonnée depuis longtemps, la ville n'a été encore que partiellement fouillée et beaucoup de lieux y sont mal délimités, de nombreux bâtiments sont encore ensevelis sous le sable. Les sommets de certains sont visibles depuis la surface ; d'autres sont totalement recouverts. Parfois fragilisés, certains bâtiments présentent des risques d'effondrement lorsqu'un touriste imprudent traverse la cité en ruine.

## Fouilles

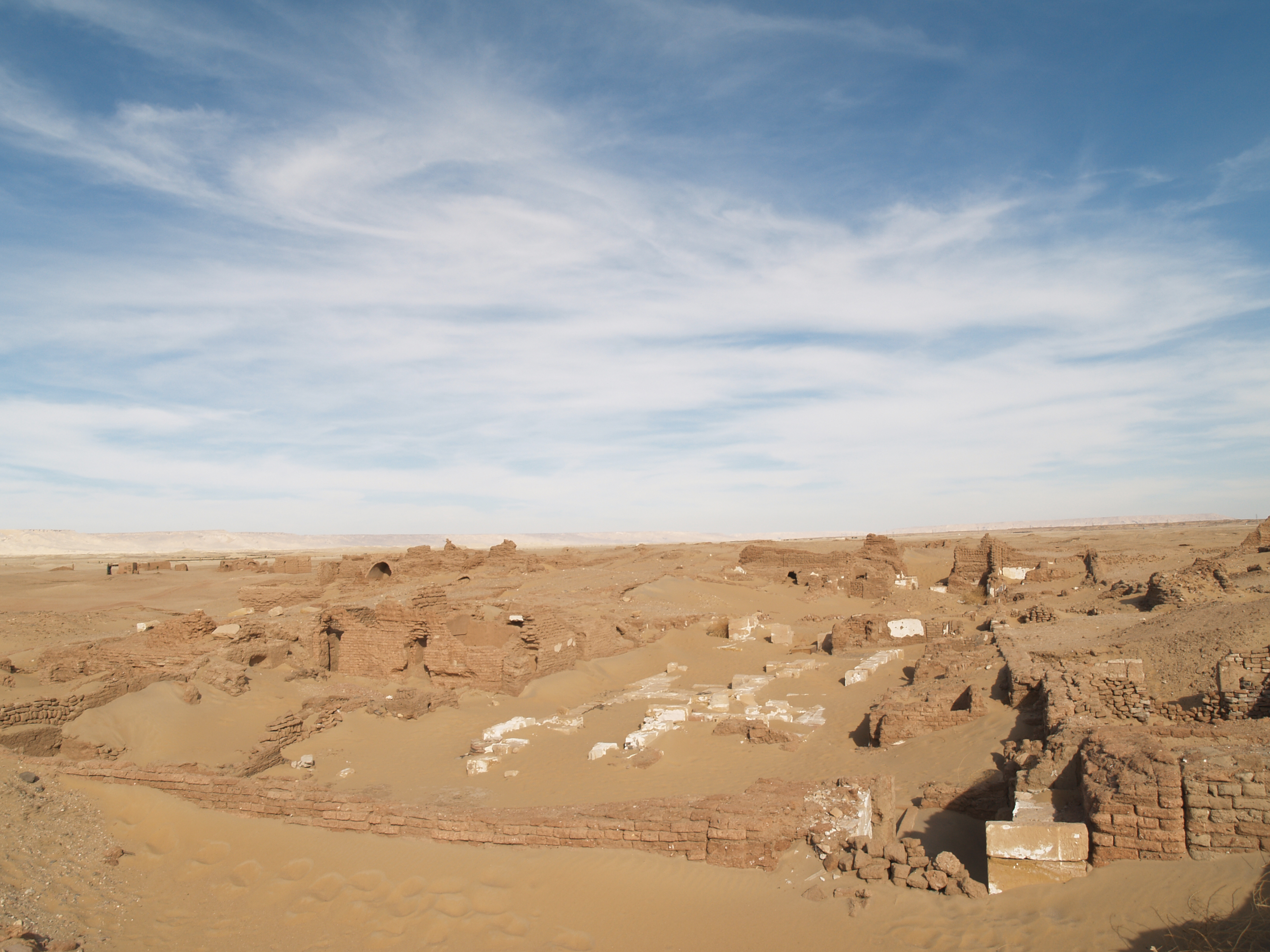
Vue est-nord-est depuis le temple ouest vers le temple principal de Toutou à Kellis

L'exploration archéologique de Kellis débute en 1986. Depuis 1991, les fouilles de Kellis sont financées par le conseil australien de la recherche, administré par l'université Monash. Des milliers de fragments d'écriture sur des ostraca ont été découverts, dont beaucoup font référence au manichéisme, une ancienne religion dont les adeptes à Kellis vivaient autrefois apparemment aux côtés des chrétiens,.
Les archéologues ont également trouvé des livres en bois, des récipients en verre, des outils, d'autres objets domestiques, ainsi que des cimetières avec des momies recouvertes de masques et d'autres éléments de cartonnage,.